# Виллих-Лотум, Карл Фридрих Генрих фон
Граф Карл Фридрих Генрих фон Виллих-Лотум (Виллих-Лоттум, Виллих унд Лотум; нем. Carl Friedrich Heinrich von Wylich und Lottum; 5 ноября 1767[…], Берлин[…] — 14 февраля 1841, Берлин) — прусский военный и государственный деятель, приближённый короля Фридриха Вильгельма III. Генерал от инфантерии (1827), министр (неоднократно), андреевский кавалер (1834).

## Биография
Родился в 1767 году в Берлине в семье генерал-майора, ветерана Семилетней войны. Окончил Прусскую  военную академию, из которой в 1784 году был выпущен прапорщиком в линейную пехоту. С 1786 года — лейтенант. С 1787 года служил в фузилёрном батальоне, с которым участвовал в боевых действиях в Нидерландах.
Во время Войны первой коалиции против революционной Франции, Виллих-Лотум служил адъютантом генерала Шуленбурга. Уже в 1793 году он сломал ногу, неудачно упав с лошади. На этом строевая карьера Виллих-Лотума, в целом, закончилась, так как, после выздоровления, он более не мог ездить верхом, и, следовательно, не годился к строевой службе. Виллих-Лотум вернулся в Берлин, где около 14 лет служил в военном министерстве на различных должностях.

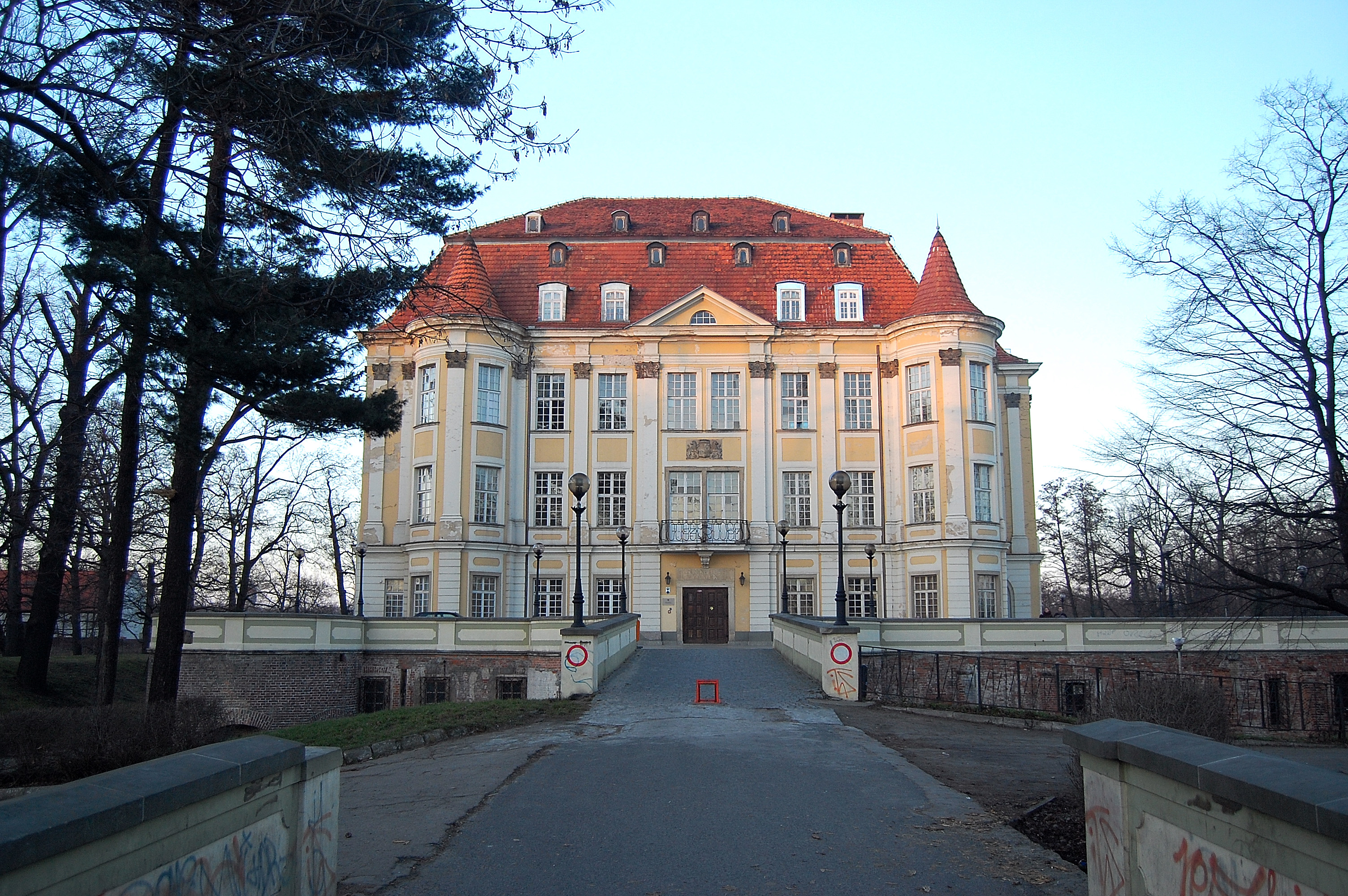
Замок Лисса близ Бреслау, купленный фон Виллих-Лотумом в 1836 году

После Тильзитского мира 1807 года, в тяжёлый для Пруссии период поражений, хорошие способности и консервативные монархические убеждения Виллих-Лотума привлекли к себе внимание короля Фридриха Вильгельма III. Он был сделан генерал-адъютантом, председателем Комитета по реорганизации армии, а в декабре 1808 года — главой департамента в Военном министерстве. 
В 1810 году Виллих-Лотум был повышен до генерал-майора и назначен председателем совета попечителей Большого Потсдамского военного сиротского приюта. В начале 1812 года король отправил Виллих-Лотума в Варшаву, на переговоры с Наполеоном. В рамках подготовки войны с Россией французские войска должны были пройти через Пруссию, и Виллих-Лотуму было поручено договорится о наименее обременительных для Пруссии условиях движения этих войск. 
Когда, после поражения Наполеона в России, Пруссия перешла на сторону последней, король Фридрих Вильгельм отбыл из Берлина в действующую армию, оставив вести большинство государственных дел правительственную коллегию, одним из членов которой был назначен Виллих-Лотум (коллегия действовала до 1814 года). В 1813 году, как представитель союзной державы, был награждён русским орденом Святой Анны 1-й степени. 
После окончания Наполеоновских войн, генерал Виллих-Лотум находился в Париже, где надзирал за выплатой французами контрибуции в пользу Пруссии. 
С 1817 года являлся членом Государственного совета и государственным министром. В 1818 году стал министром внутренних дел (строительство дорог, мостов и прочие вопросы внутреннего обустройства государства). В 1821 году стал министром казначейства, с 1822 года (после кончины канцлера Гарденберга) считался наиболее влиятельным министром (но самого звания канцлера не получил). В 1825 году возглавил Счётную палату. В 1827 году был произведён в генералы от инфантерии. В 1829 году был награждён русскиморденом Святого Александра Невского.
В 1834 году в Пруссии широко праздновалось пятидесятилетие карьеры Виллих-Лотума. Император Николай I, женатый на дочери прусского короля, прислал министру знаки отличия высшего ордена Андрея Первозванного, а король Пруссии пожаловал 100 000 талеров, которые генерал потратил два года спустя на покупку замка Лисса близ Бреслау. Также в тот год юридический факультет Берлинского университета присвоил Виллих-Лотуму почётную докторскую степень, а город Берлин сделал своим почётным гражданином (девятым с момента учреждения этого звания).
Скончался Виллих-Лотум в 1841 году. В берлинском районе Пренцлауэр-Берг его именем с 1860 года названа улица (Лоттумштрассе).

## Семья
С 1795 года Виллих-Лотум был женат на Софии Луизе Фридерике, урожденной фон Лампрехт (1772–1841). У пары было двое сыновей: Герман Фридрих (1796–1847), камергер и дипломат, посол в Неаполе, и Герман Генрих (1797–1859), армейский капитан.